# 聖地亞哥·蒙特利
聖地亞哥·蒙特利（1988年5月3日—）是一名阿根廷曲棍球運動員，曾代表國家參加2012年倫敦奧運的男子曲棍球比賽，並未獲得獎牌。